# Блу-Лайн (трубопровід для ЗВГ)
Блу-Лайн (трубопровід для ЗВГ) – трубопровід, головним завданням якого є транспортування пропану до розподільчих терміналів у кількох штатах США.
Трубопровід бере початок на півночі Техасу з нафтопереробного заводу у Боргері. Він проходить через Оклахому до Канзасу, де сполучений із підземним сховищем у Конвеї. Далі траса прямує на схід через штати Міссурі та Іллінойс, в яких пропан постачається споживачам через кілька розподільчих терміналів. Крім того, в Іллінойсі до трубопроводу під’єднаний НПЗ «Вуд-Рівер» у Гартфорді.
В зимовий період, коли спостерігається високий попит на пропан, котрий у США активно використовується для опалення приміщень, трубопровід постачає цей газ із Техасу на розподільчі термінали. Влітку східна частина трубопроводу реверсується під транспортування бутану від НПЗ «Вуд-Рівер» до підземного сховища у Конвеї (цей газ, так само, як і пропан, утворюється в процесі переробки нафти, проте споживається лише при виробництві зимових видів пального). До того ж сховища у цей період також надходить пропан з Техасу по західній частині Блу-Лайн.
Трубопровід має довжину 666 миль та виконаний в діаметрах від 200 до 300 мм. Його добова пропускна здітність становить 29 тисяч барелів на добу.